# Garry Unger
Garry Douglas Unger (* 7. Dezember 1947 in Edmonton, Alberta) ist ein ehemaliger kanadischer Eishockeyspieler (Center) und -trainer, der von 1967 bis 1983 für die Toronto Maple Leafs, Detroit Red Wings, St. Louis Blues, Atlanta Flames, Los Angeles Kings und Edmonton Oilers in der National Hockey League spielte.

## Karriere
Unger spielte während seiner Juniorenzeit bei den London Nationals in der OHA. Nach einigen Einsätzen in verschiedenen Teams holte ihn Trainer Punch Imlach am 24. Februar 1968 in den Kader der Toronto Maple Leafs. Er ersetzte den verletzten Dave Keon als Center in einer Reihe mit Mike Walton und Chief Armstrong. Kaum jemand hätte damals gedacht, dass Unger in den folgenden Jahren kein einziges Spiel in der NHL verpassen sollte. Dabei wurde Unger in den nächsten Jahren viermal an andere Vereine abgegeben. Bei den Maple Leafs bestritt er nur 15 Spiele, ehe er – unter anderem gemeinsam mit Frank Mahovlich und den Rechten an Carl Brewer – an die Detroit Red Wings abgegeben wurde. Im Gegenzug kamen vier Spieler, unter ihnen Norm Ullman und Paul Henderson, nach Toronto.
In Detroit war Unger auf Anhieb Stammspieler. Er entwickelte sich zu einem der besten Scorer im Team und brachte es in der Saison 1969/70 auf 66 Punkte. Im Februar 1971 gaben ihn die Red Wings zusammen mit Wayne Connelly im Tausch gegen Red Berenson und Tim Ecclestone an die St. Louis Blues ab.
Viermal in Folge war er bester Scorer der Blues und in seiner fünften Spielzeit 1975/76 belegte er trotz einer persönlichen Bestleistung von 83 Punkten nur den zweiten Rang. Zum Ende der Saison übertraf Unger den Rekord von Andy Hebenton, der 630 Spiele in Folge gespielt hatte. In den folgenden Jahren ließ seine Punktausbeute nach, auch wenn er dreimal in Folge über 50 Punkte erreichte. Ein tragisches Unglück ereignete sich bei einer Teamfeier auf Ungers Grundstück am 27. Mai 1977. Leicht angetrunken stiegen einige Spieler auf Motorräder und fuhren herum. Sein Mannschaftskamerad Bob Gassoff kam hierbei bei einem Unfall ums Leben.
Nach Ende der Saison 1978/79 gaben die Atlanta Flames zwei Spieler und ein Draftrecht an die Blues ab, um Unger zu verpflichten. Unger empfand sein Leben als unerfüllt und bei den Flames kam er in Kontakt mit Paul Henderson. Durch ihn und eine Gruppe christlicher Spieler entdeckte Unger seine Spiritualität. Als Al MacNeil, der Trainer der Flames, ihn am 22. Dezember 1979 nicht aufstellte, endete Ungers Serie nach 914 Spielen ohne Unterbrechung.
Noch vor Beginn der Saison 1980/81 wechselte er im Tausch für Bert Wilson und Randy Holt zu den Los Angeles Kings, die ihn vor Ende der Saison an die Edmonton Oilers abgaben. Dort beendete er nach der Saison 1982/83 seine Karriere in der NHL. Er spielte noch einige Jahre in Großbritannien.
Ab 1989 war Unger als Trainer aktiv. Nach zwei Jahren bei den Phoenix Roadrunners in der International Hockey League übernahm er die Tulsa Oilers in der Central Hockey League und führte das Team zur Meisterschaft. Neben Tulsa betreute er einige andere unterklassige Mannschaften.

## Sportliche Erfolge
- Bronzemedaille bei der Weltmeisterschaft 1978
- Ray Miron President’s Cup (CHL): 1993 (als Trainer)

### Persönliche Auszeichnungen
- All-Star Game MVP: 1974
- Teilnahme am NHL All-Star Game: 1972, 1973, 1974, 1975, 1976, 1977, 1978
- Commissioner’s Trophy: 1993

## Team-Rekorde
- 662 aufeinanderfolgende Spiele für die St. Louis Blues (7. Februar 1971 bis 8. April 1979)